# 皇家山站
皇家山站（法語：Station Mont-Royal）位於加拿大魁北克省蒙特利爾市，是蒙特利爾地鐵2號線其中一個車站。

## 外部連結
- （法文）（英文）蒙特利爾交通局：皇家山站 （页面存档备份，存于）（英文） （页面存档备份，存于）
- （法文）（英文）：皇家山站 （页面存档备份，存于）（英文） （页面存档备份，存于），含有皇家山站的資訊、歷史、車站結構與藝術品資料。